# Dómkirkjan
La Dómkirkjan (in italiano: Chiesa cattedrale) è il principale luogo di culto luterano di Reykjavík, sede del Vescovo d'Islanda e chiesa madre della Chiesa d'Islanda.

## Storia
Durante il terremoto del 1785, venne completamente distrutta la cattedrale di Skálholt e, in seguito a questo evento, la sede vescovile venne spostata a Reykjavík.
La costruzione della cattedrale cominciò nel 1787 nell'area dell'Austurvöllur, non lontano dalla sede dell'Althing, il Parlamento nazionale islandese. La costruzione si protrasse per nove anni e, nel 1796, la nuova chiesa venne solennemente consacrata. L'edificio subì, nel corso del XIX secolo, molti interventi di restauro a causa di cedimenti strutturali.
Nel 1874 vi fu firmata la costituzione del Regno d'Islanda e, fino al 1881, ospitò l'archivio dell'Althing.
Dal 1845, ogni anno, il giorno dell'apertura dei lavori del Althing, vi viene celebrata una funzione alla quale partecipano tutti i membri del parlamento.

## Descrizione

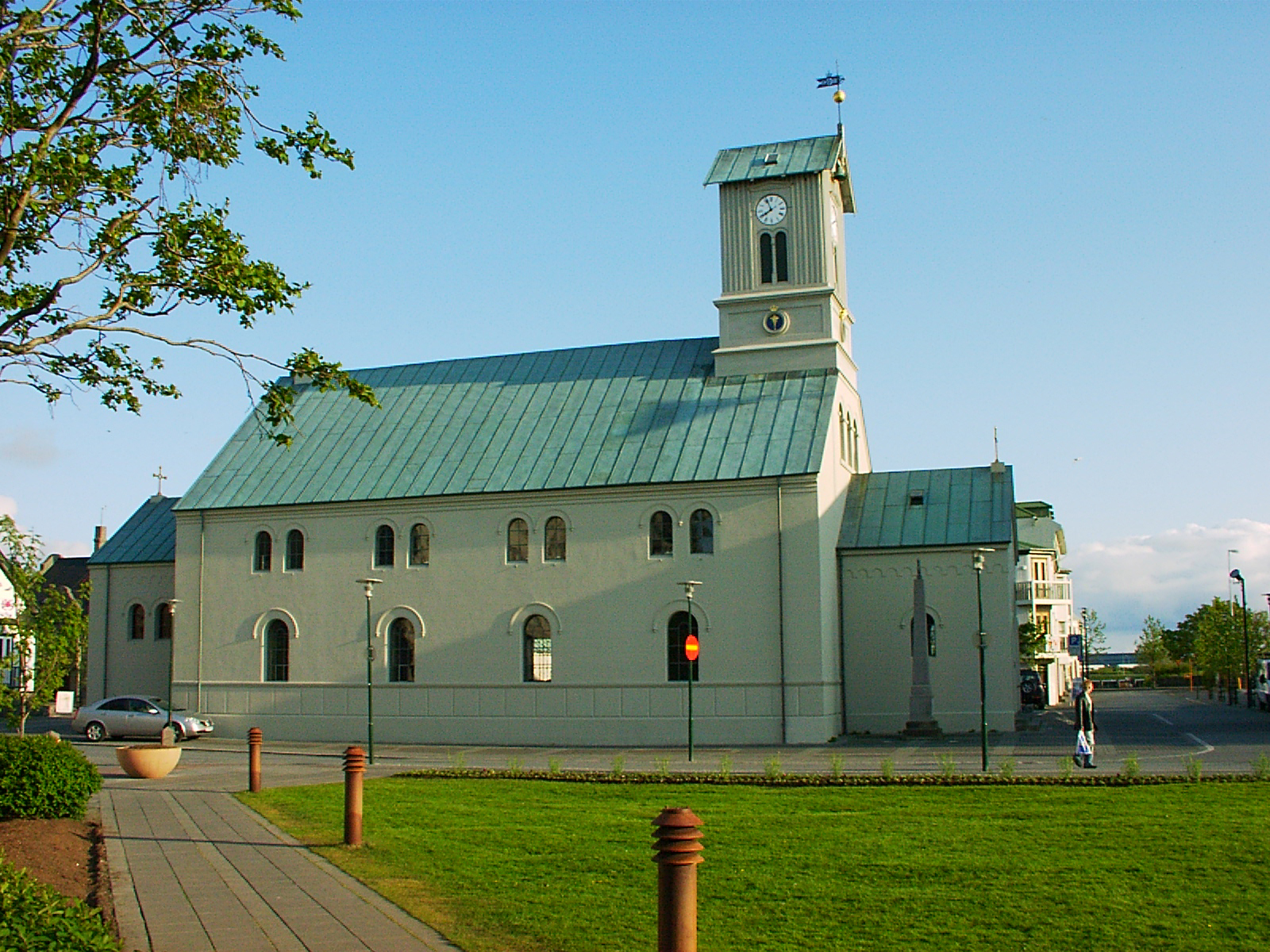
Veduta esterna

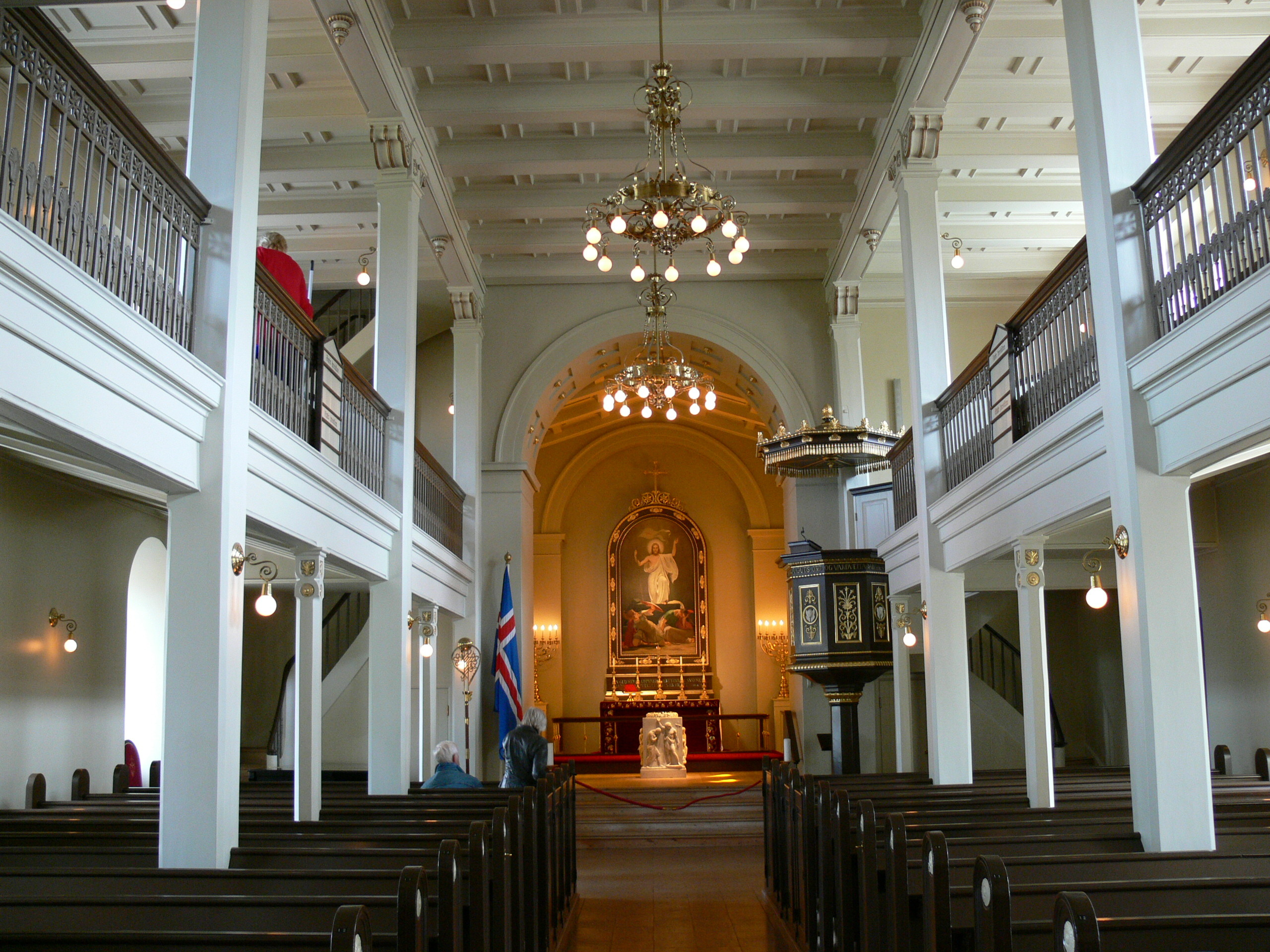
L'interno

### Esterno
La Dómkirkjan sorge nel centro storico della città di Reykjavík, nell'Austurvöllur, nei pressi dalla sede dell'Althing.
L'edificio, di modeste dimensioni, all'esterno si presenta in un sobrio stile neoromanico caratterizzato dalla copertura a spioventi e dalla torre campanaria, la quale, su ognuno dei quattro lati, ha una bifora ed un quadrante l'orologio.
La facciata della chiesa è a capanna ed è preceduta da un atrio anch'esso con tetto a spiovente, che presenta, sul davanti, tre portali con lunetta e un piccolo rosone circolare.

### Interno
L'interno della chiesa è a tre navate con semplice soffitto a cassettoni bianco.
Le due navate laterali, separate da quella centrale tramite dei pilastri alternati quadrangolari ed ottagonali, sono sormontate dal matroneo, con ringhiera in ferro battuto, che continua anche a ridosso della controfacciata formando la cantoria sulla quale si trova l'organo a canne.
In fondo alla navata centrale, vi è l'abside quadrangolare, coperta anch'essa da soffitto a cassettoni. Essa è interamente occupata dal presbiterio, che ospita, appoggiato alla parete fondale dell'abside, l'altare, cinto da balaustra dorata, con, all'interno dell'ancona, un dipinto raffigurante la Risurrezione di Gesù.
Al centro del presbiterio, vi è il fonte battesimale, pregevole scultura realizzata con un unico blocco di marmo da Bertel Thorvaldsen; essa presenta, sulle quattro facce, degli altorilievi con il Battesimo di Cristo, Cristo che benedice i bambini, i Tre geni e la Madonna con il Bambino e San Giovanni Battista.
A ridosso dell'arco absidale, vi è il pulpito ligneo scolpito e dorato.

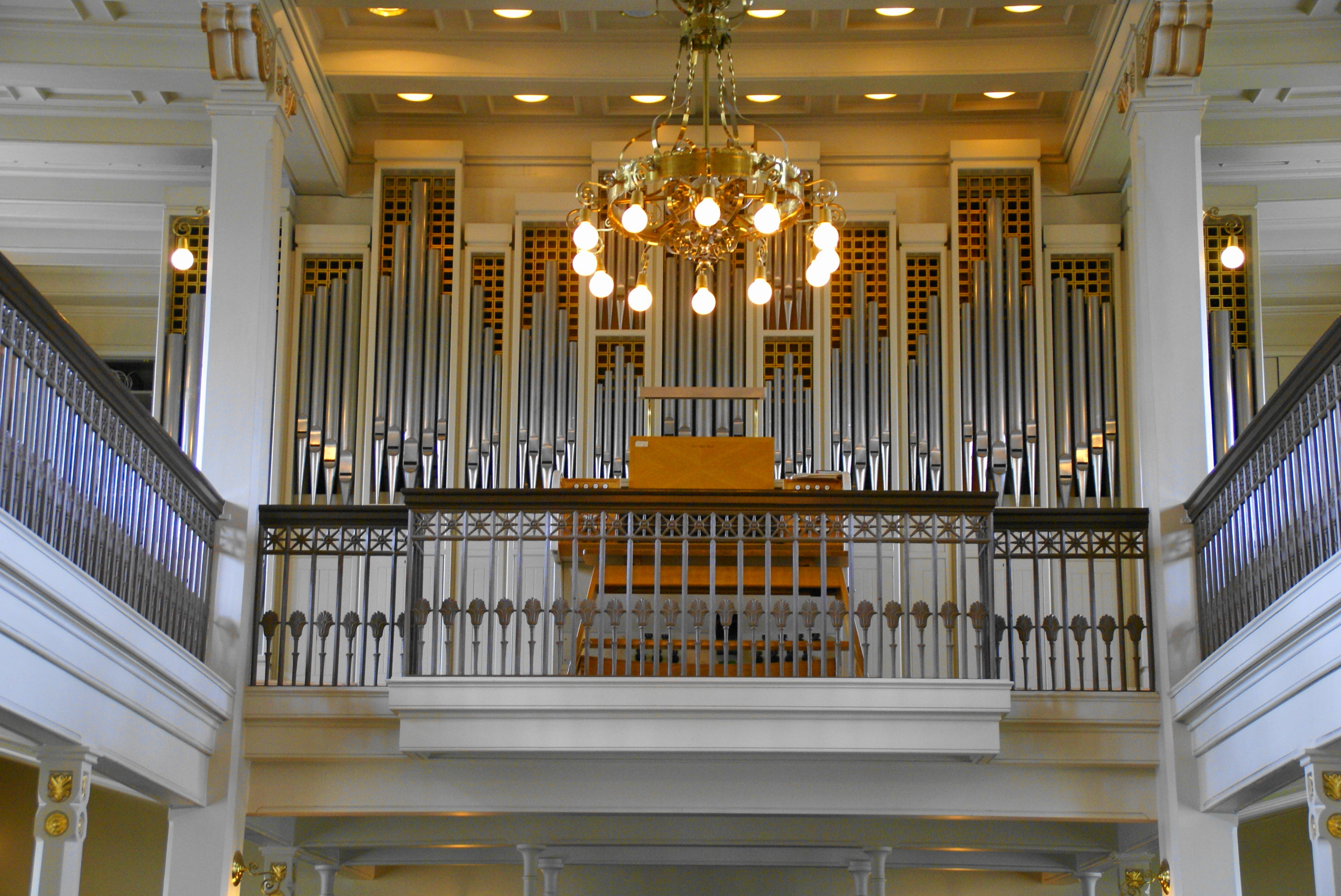
L'organo a canne

Sul prolungamento del matroneo in controfacciata, si trova l'organo a canne Karl Schuke opus 405 costruito nel 1985 su progetto di Marteinn H. Fridriksson. Lo strumento, a trasmissione mista, meccanica per i manuali e il pedale, elettrica per i registri, dispone di 33 registri, dei quali 31 reali. La sua consolle, posta al centro della cantoria, ha tre tastiere di 61 note ciascuno ed una pedaliera concavo-radiale di 30.

## Galleria d'immagini

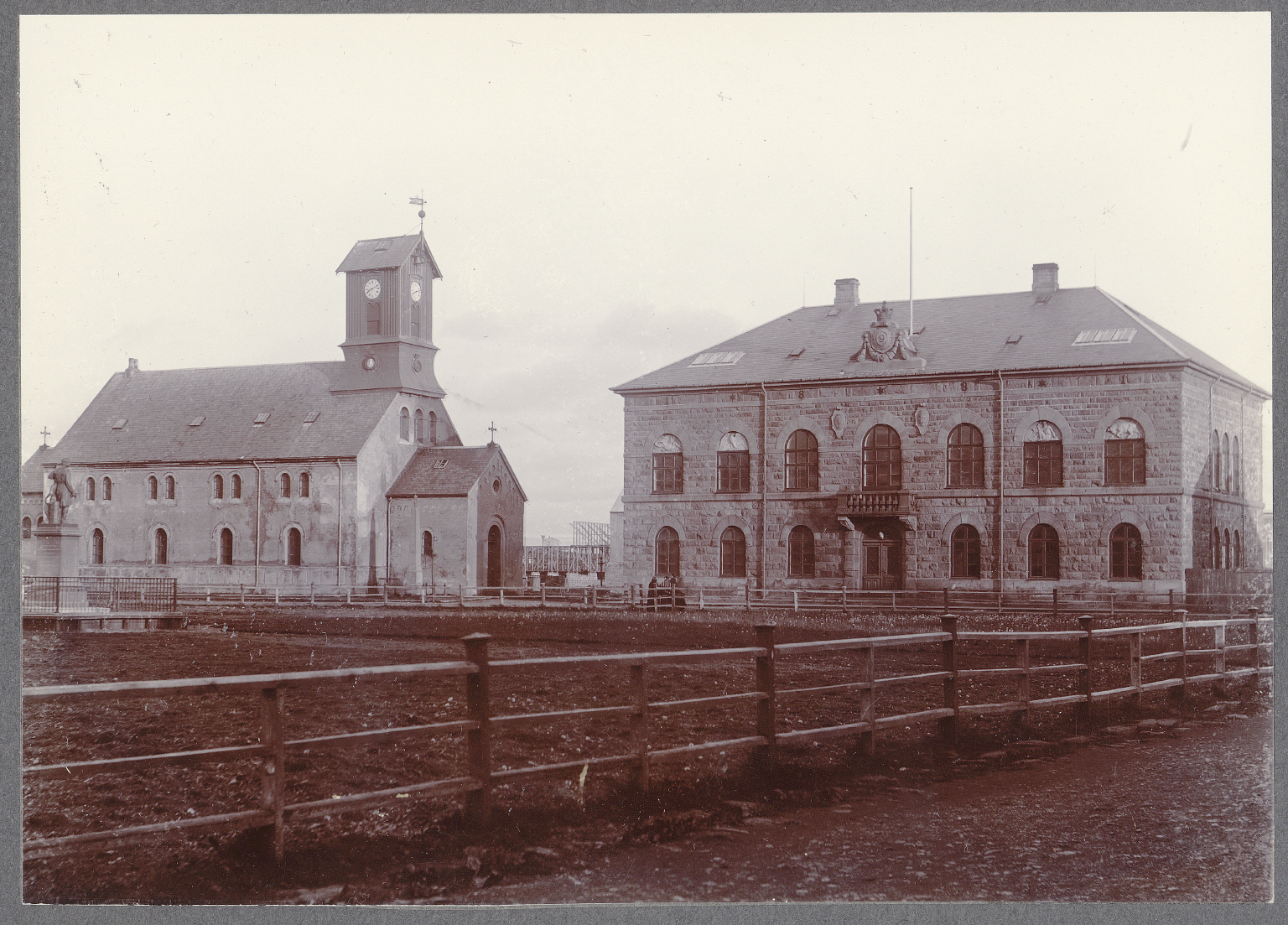
La cattedrale in un'immagine degli anni 1900
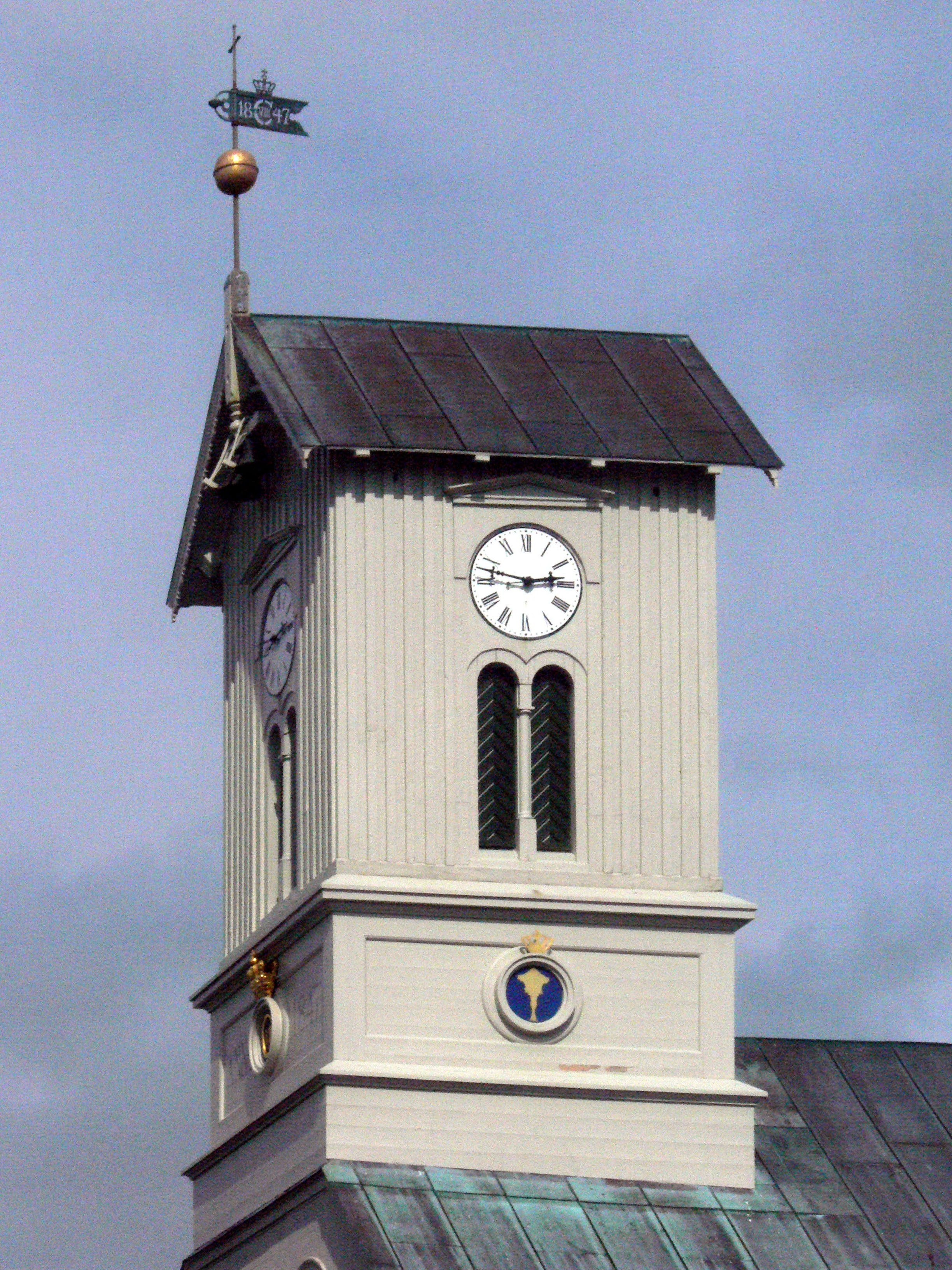
Il campanile
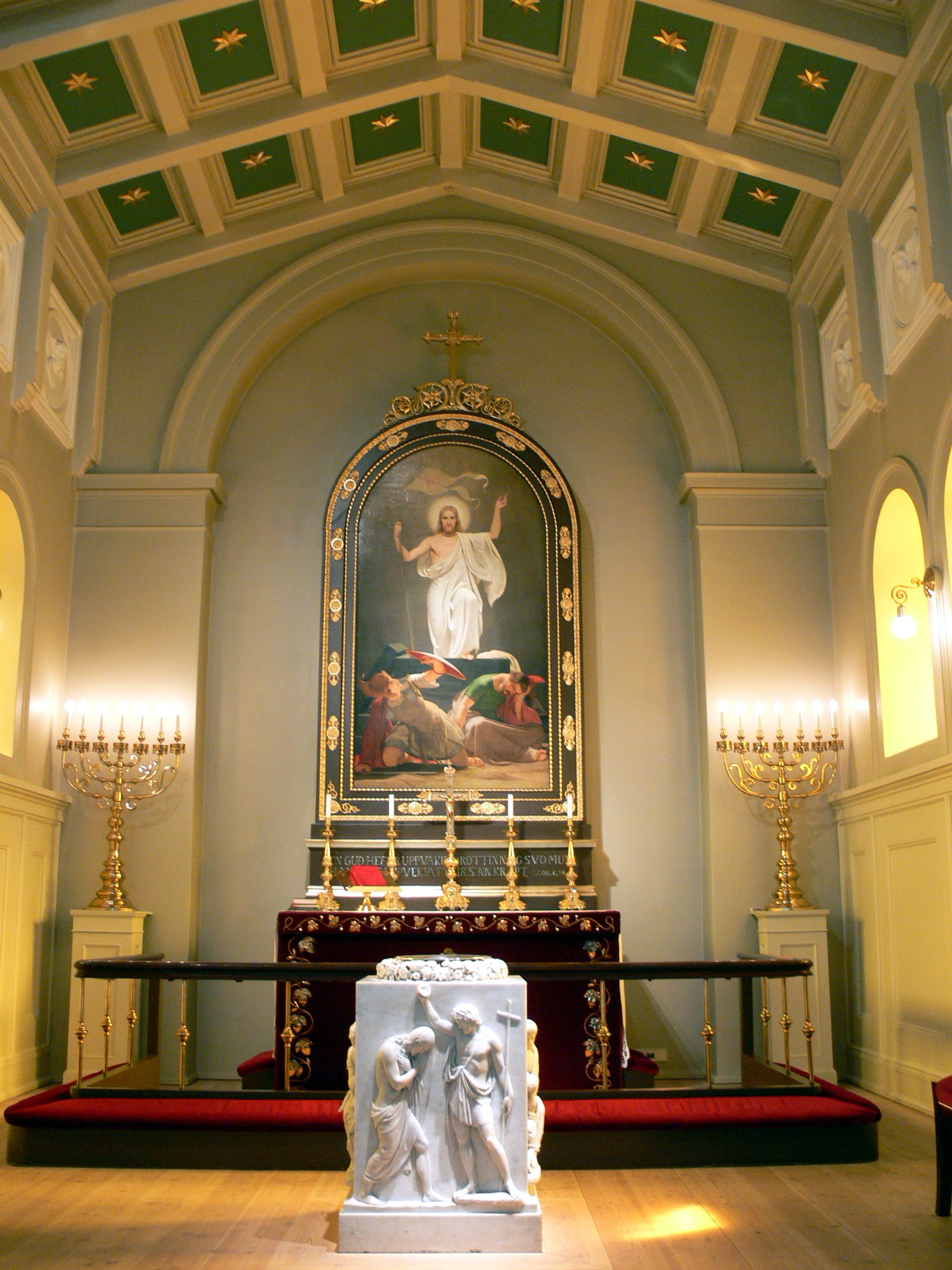
L'altare
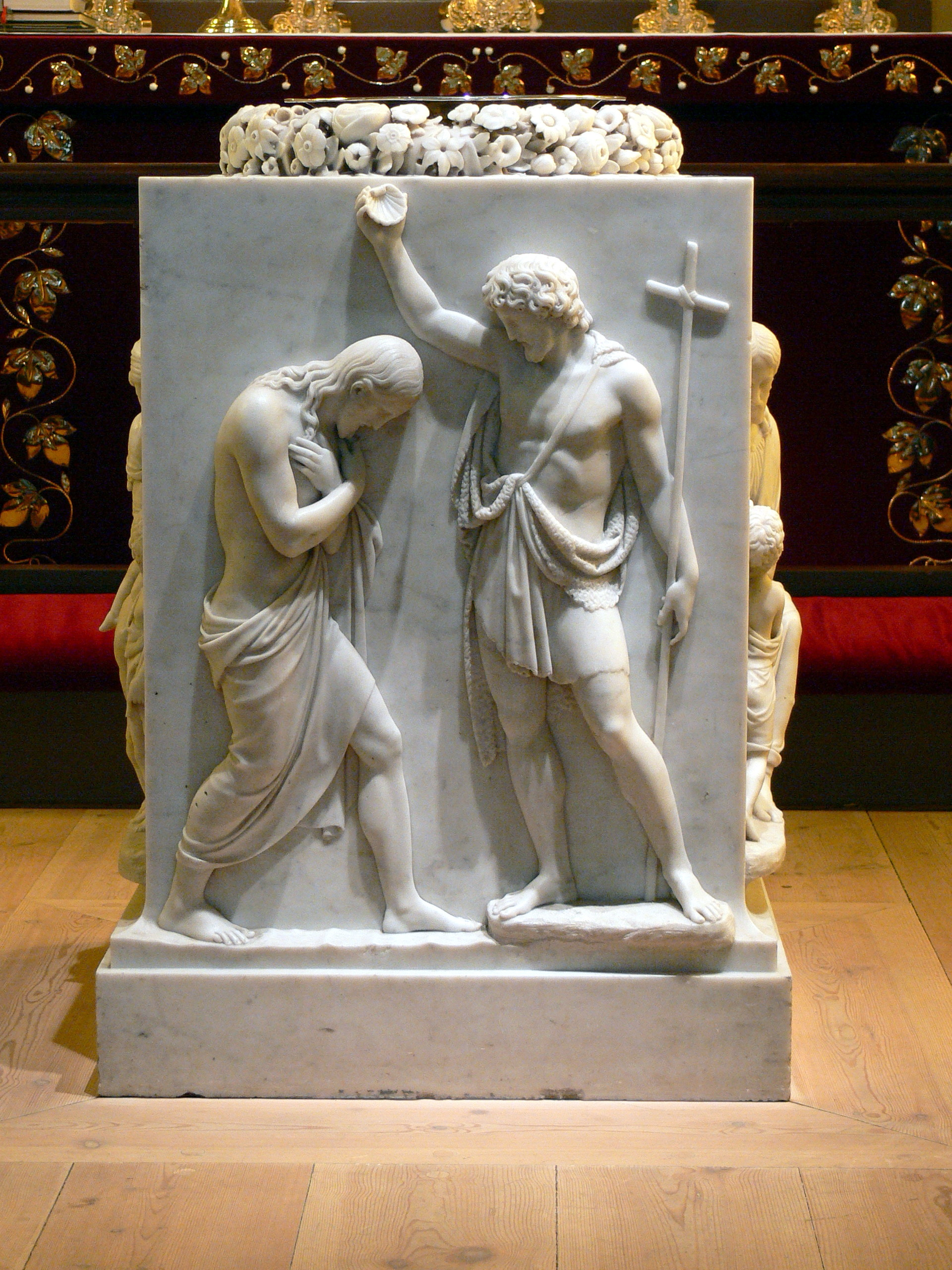
Il fonte battesimale
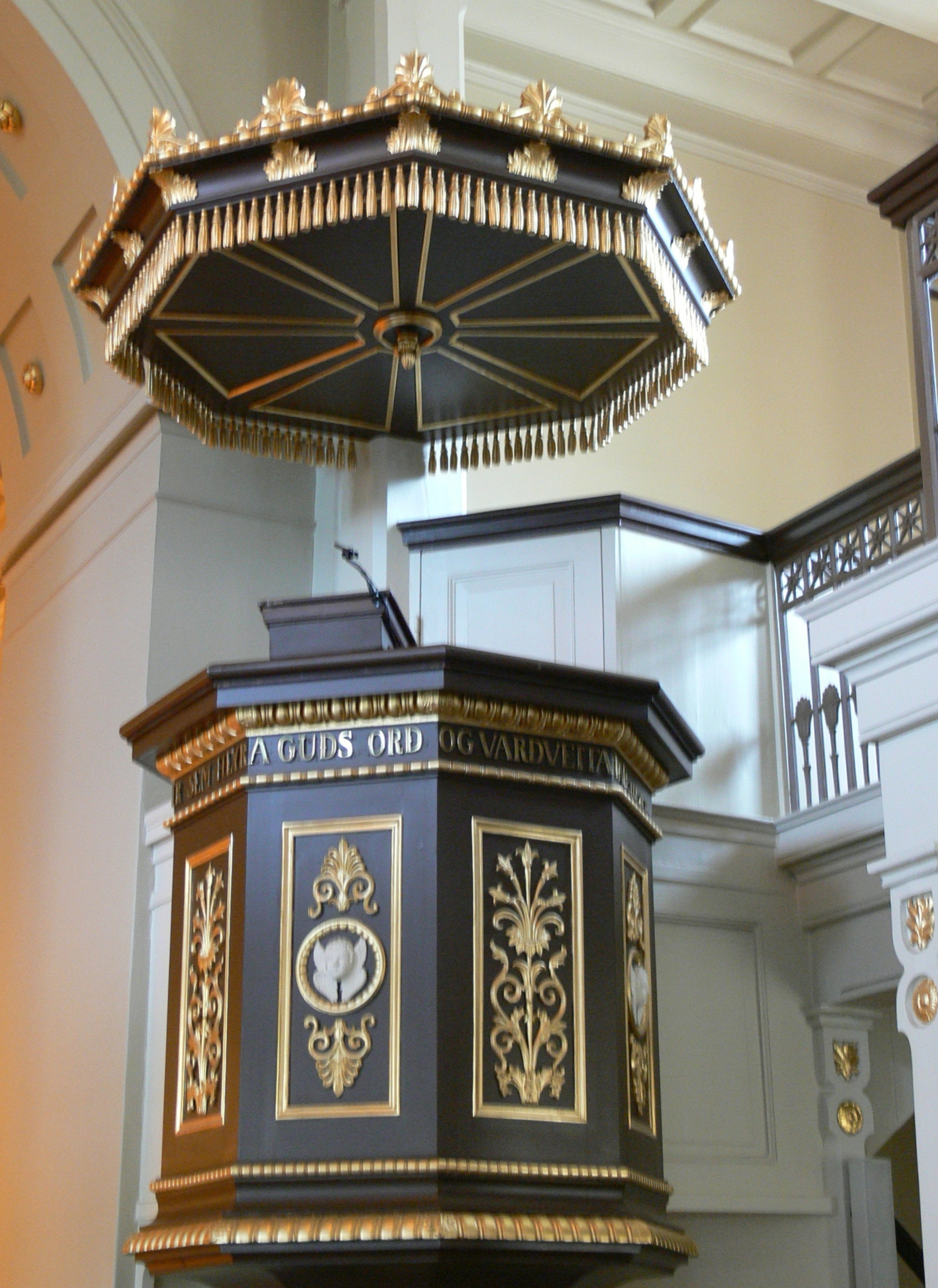
Il pulpito